# Abdelkader Ben Hassen
Abdelkader Ben Hassen (24 settembre 1969) è un ex calciatore tunisino, di ruolo attaccante.

## Carriera

### Club
Ha sempre giocato nel campionato tunisino.  Con il Bizertin ha anche raggiunto il secondo posto nel campionato Tunisino, ma non è mai riuscito a vincerlo.

### Nazionale
Con la maglia della Nazionale ha collezionato 13 presenze.